# Chef Thémis, cuisinier sans frontières
Pour plus de détails, voir Fiche technique et Distribution.
Chef Thémis, cuisinier sans frontières est un film documentaire québécois réalisé par Philippe Lavalette, sorti en 2009.

## Synopsis
Chef Thémis, fondateur de l'organisation Cuisiniers sans Frontières, part dans son pays d’origine, Madagascar, afin de former les plus démunis au métier de cuisinier. Avec peu de moyens, il réussit à rassembler une première promotion de 18 personnes. De l'enthousiasme du début au doute face à l'immensité de la tâche, le film l'accompagne sur trois ans de mise en œuvre du projet. Au-delà de l’aventure, le film aborde ce que tout immigré peut redouter vis-à-vis de son pays d’origine : le questionnement sur son propre exil et la nécessité de payer une dette morale au pays que l’on a quitté.

## Fiche technique
- Réalisation : Philippe Lavalette
- Production : InformAction Films
- Scénario : Philippe Lavalette
- Image : Philippe Lavalette
- Son : Olivier Léger
- Musique : Robert Marcel Lepage
- Montage : Mélanie Chicoine

## Récompenses et distinctions
- Encuentros Cinematográficos de Québec 2010